# Dooragan-Nationalpark
Der Dooragan-Nationalpark ist ein Nationalpark im Nordosten des australischen Bundesstaates New South Wales, 365 Kilometer nordöstlich von Sydney in der Nähe der Kleinstadt Laurieton.

## Three Brothers
Die dortigen Aboriginesstämme erzählen sich eine Sage von drei Brüdern aus dem Stamme der Birpai, die von einer Hexe namens Widjirriejuggi getötet und an den Stellen begraben wurden, an denen heute die nach ihnen benannten Berge stehen. Der jüngste der drei hieß Dooragan; nach ihm wurde der Park benannt.
Eigenartigerweise benannte Captain Cook, der am 12. Mai 1770 an dieser Stelle der Küste vorbeifuhr, die Berge ebenfalls Three Brothers, da sie sich so ähnlich sahen. Cook hatte bereits am 25. Januar 1769 die Three Brothers westlich des Cape St. Diego beschrieben. Vielleicht haben sie ihn zu dieser Benennung inspiriert.
Der mittlere Bruder (Middle Brother) liegt südwestlich des Dooragan-Nationalparks und ist von einem eigenen Nationalpark umgeben.
Der nördliche Bruder (Dooragan) ist mit einer Vielzahl an Vegetationsgesellschaften bedeckt – auch einigen der besten Beispiele von alten Blackbutt-Eukalyptusbäumen in dieser Gegend und einigen Flecken subtropischen Regenwaldes. Diese Wälder bieten den Lebensraum für Gleitbeutler, Fledermäuse und Koalas. Ein Problem im Nationalpark ist die Ausbreitung eingeschleppter Wandelröschen.
Das Gebiet des Berges wurde 1892 zur Holzquelle erklärt und später Camden State Forest genannt. Teile des Berges wurden abgeholzt, aber große Flächen blieben wegen ihrer schlechten Zugänglichkeit unberührt. 1970 wurde das Gelände für die Öffentlichkeit zugänglich gemacht und eine Straße auf den Gipfel gebaut. Die steile, kurvige Straße wurde kürzlich asphaltiert, kann aber mit Wohnmobilen und Wohnanhängern nicht befahren werden. Aussichtsplattformen, die auch für Benutzung mit Rollstühlen vorbereitet sind, gewähren interessante Ausblicke die Küste entlang. Es gibt Picknickplätze und Toiletten. Auch gibt es unterschiedlich lange und unterschiedlich schwierige Wanderwege.